# Requiem for the American Dream
 (avril 2021).
La mise en forme du texte ne suit pas les recommandations de Wikipédia : il faut le « wikifier ».
Les points d'amélioration suivants sont les cas les plus fréquents :
- Les titres sont pré-formatés par le logiciel. Ils ne sont ni en capitales, ni en gras.
- Le texte ne doit pas être écrit en capitales (les noms de famille non plus), ni en gras, ni en italique, ni en « petit »…
- Le gras n'est utilisé que pour surligner le titre de l'article dans l'introduction, une seule fois.
- L'italique est rarement utilisé : mots en langue étrangère, titres d'œuvres, noms de bateaux, etc.
- Les citations ne sont pas en italique mais en corps de texte normal. Elles sont entourées par des guillemets français : « et ».
- Les listes à puces sont à éviter, des paragraphes rédigés étant largement préférés. Les tableaux sont à réserver à la présentation de données structurées (résultats, etc.).
- Les appels de note de bas de page (petits chiffres en exposant, introduits par l'outil «  Source ») sont à placer entre la fin de phrase et le point final[comme ça].
- Les liens internes (vers d'autres articles de Wikipédia) sont à choisir avec parcimonie. Créez des liens vers des articles approfondissant le sujet. Les termes génériques sans rapport avec le sujet sont à éviter, ainsi que les répétitions de liens vers un même terme.
- Les liens externes sont à placer uniquement dans une section « Liens externes », à la fin de l'article. Ces liens sont à choisir avec parcimonie suivant les règles définies. Si un lien sert de source à l'article, son insertion dans le texte est à faire par les notes de bas de page.
- La présentation des références doit suivre les conventions bibliographiques. Il est recommandé d'utiliser les modèles {{Ouvrage}}, {{Chapitre}}, {{Article}}, {{Lien web}} et/ou {{Bibliographie}}. Le mode d'édition visuel peut mettre en forme automatiquement les références.
- Insérer une infobox (cadre d'informations à droite) n'est pas obligatoire pour parachever la mise en page.

Pour une aide détaillée, merci de consulter Aide:Wikification.
Si vous pensez que ces points ont été résolus, vous pouvez retirer ce bandeau et améliorer la mise en forme d'un autre article.

Requiem for the American Dream est un film documentaire américain réalisé par Kelly Nyks, Peter D. Hutchinson et Jared P. Scott en 2015. 
Il donne la parole au célèbre penseur et linguiste Noam Chomsky.
Le film est sorti directement en DVD en France par Les Mutins de Pangée.

## Synopsis
Avec la force d’une analyse toujours très argumentée et documentée, le célèbre linguiste américain Noam Chomsky s’exprime sur les mécanismes de concentration des richesses, avec une lucidité contagieuse. Il expose clairement les principes qui nous ont amenés à des inégalités sans précédent, retraçant un demi-siècle de politiques conçues pour favoriser les plus riches. Une boite à outils pour comprendre le pouvoir et gagner beaucoup de temps.
Le film se décline en 10 parties, constituant les 10 principes de concentration de richesse et du pouvoir selon Noam Chomsky :
Principe 1 : Réduire la démocratie 
Principe 2 : Modifier l’idéologie 
Principe 3 : Redessiner l’économie 
Principe 4 : Déplacer le fardeau 
Principe 5 : Attaquer la solidarité 
Principe 6 : Gérer les législateurs (régulateurs) 
Principe 7 : Manipuler les élections 
Principe 8 : Maîtriser la populace 
Principe 9 : Modeler le consentement 
Principe 10 : Marginaliser la population

## Fiche technique
- Titre original : Requiem for the American Dream
- Réalisation : Kelly Nyks, Peter D. Hutchison, Jared P. Scott
- Musique : Malcolm Francis
- Photographie : Rob Featherstone, Michael McSweeney

- Montage : Alan Canant
- Sociétés de production : PF Pictures / Naked City Films
- Pays d’origine :  États-Unis
- Langues : anglais
- Format : 16/9
- Genre : documentaire
- Durée : 73 minutes
- Date de sortie : 2015

## Distribution
- Noam Chomsky : lui-même